# Весело-Вознесенка
Весело-Вознесенка — село, адміністративний центр Платовського сільського поселення Неклинівського району Ростовської області.
Населення - 2000 осіб (2010 рік).

## Географія
Розташоване на північному березі Таганрозької затоки Азовського моря, на лівому березі в гирлі річки Мокрий Яланчик. Розташовано за 43 км на захід від Таганрога; 100 км від Ростова-на-Дону; 8 км на схід від кордону з Україною.
Поблизу північної околиці села проходить автодорога Р280 «Ростов-на-Дону — кордон з Україною» (Маріуполь). Від села на схід по узбережжю відходить дорога до селищ Приазовський (2,5 км), Рожок, Наталівка. Найближча до села залізнична станція розташована у Таганрозі.
Реєстр вулиць
- Азовська,
- Берегова,
- Східна,
- Колгоспний пров.,
- Комсомольський пров.,
- Лісова,
- Милосердя,
- Миру,
- Молодіжна,
- Морський пров.,
- Московська,
- Нова,
- Нова 1-а,
- Нова 2-а,
- Нова 3-тя,
- Новобудова,
- Жовтнева,
- Островського,
- Першотравнева,
- Прикордонна,
- Польова,
- Приріченська,
- Садова,
- Радянська,
- Соціалістична,
- Степова,
- Шкільна,
- Ювілейна,
- Південна.

## Історія

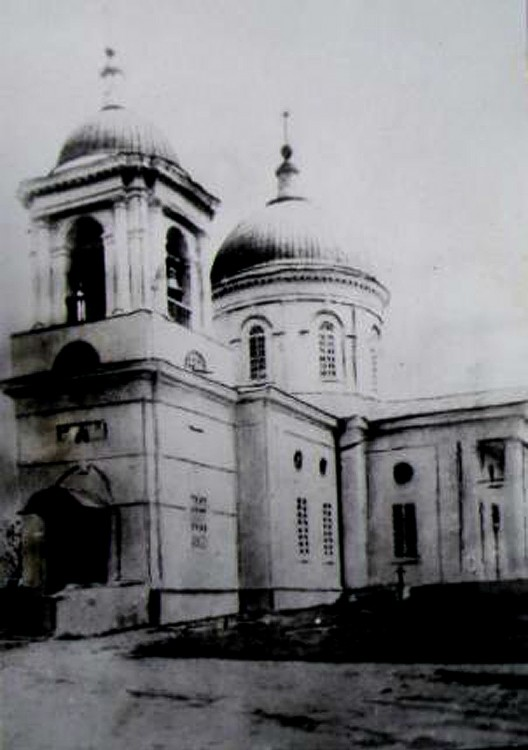
Весело-Вознесенка. Церква Вознесіння Господнього

Село Весело-Вознесенка засноване у 1792 році. З 1805 року ним став володіти майбутній герой французько-російської війни 1812 року, отаман Війська Донського Матвій Платов. Він багато зробив для розвитку села. З 1805 по 1920 роки село носило його ім'я — слобода Платова Весело-Вознесенської волості. З 1920 року село стало називатися Весело-Вознесенка.
У 2003 році у зв'язку з відзначенням 250-річчя з дня народження М. І. Платова і визнаючи його видатні заслуги перед селом і перед вітчизною — за рішенням сходу громадян у законодавчих структурах оформлялися документи клопотання про повернення селу попередню назву — Платово.
Заселення українцями Надозівських земель посилилося наприкінці XVII століття українськими козаки. Вони селилися вздовж берега Озівського моря, річок Міус та Мокрий Яланчик.
У гирлі річки Мокрий Яланчик було розташовано хутір, що, згідно з документом, належав козакові Заїчкину, який продав його осавулові Попову, а той при невідомих обставинах продав Матвію Платову. Оскільки перша письмова згадка про село відноситься до 1792 році, то ця дата умовно взята була роком заснування села. Назва слободи змінювалося — Яланчинська, Мокро-Яланчинська, Яланчинська Платовська, Платове.
У документах вказується, що у слободі Мокрий Яланчик з 1813 по 1819 роки (за ініціативою Матвія Платова) будувалася кам'яна церква. Освячення церкви відбулося 22 травня 1819 року (на честь релігійного свята Вознесіння), вже після смерті М. І. Платова. В честь цієї дати з'явилася друга назва слободи — Вознесенка. Приставка «Весело» з'явилася в результаті чудового свята освячення красивої церкви. Вся округа, роз'їжджаючись з свята, казала — «Ну і Весела Вознесенка». Церква Вознесіння Господнього була зруйнована в 1935—1937 роки за войовничого більшовицького атеїзму.

### Сільська школа
У жовтні 1819 року була відкрита церковно-парафіяльна школа. За неповні сто років свого існування (1819—1917 роки) церковно-парафіяльна школа навчила грамоти близько 2,5 тисяч селянських дітей.
З 1917 по 1932 роки школа була радянською початковою трирічною школою. З 1932 по 1939 роки вона називалася семирічною школою колгоспної молоді. З 1939 року школа стала перетворюватися на середню, але війна перервала перетворення. З жовтня 1941 по вересень 1943 — період німецької окупації школа не працювала. З вересня 1943 по 1950 рік школа знову стала семирічною школою. З 1951 року вона знову стала перетворюватися на середню школу. У 1954 році був 1-й випуск Весело-Вознесенської середньої школи.
За 73 роки радянської влади школа дала:
- лікнезівську освіту — 270 учням;
- початкову освіту — 450;
- неповну середну — 280;
- середну освіту — 1200;
- з золотою медаллю закінчили — 9.

За роки радянської влади школа виховала трьох Героїв Радянського Союзу гвардії генерал-лейтенант А. Н. Потьомкін, капітан Сухоруков А. Г., старший сержант Васильєв Ф. І.), двох Лауреатів Державної премії (Соколов П. А., Устименко А. С.), шість кандидатів наук (Гордієнко П. С., Дунаєва Л. Я., Кушнаренко Н. І., Петренко В. І., Устименко В. К., Зарубіна Р. В.), близько 120 великих керівників і спеціалістів сільського господарства, лікарів, вчителів, офіцерів.